# Catenocola diagonalis
Catenocola diagonalis är en insektsart som beskrevs av Young 1986. Catenocola diagonalis ingår i släktet Catenocola och familjen dvärgstritar. Inga underarter finns listade i Catalogue of Life.